# Mazeppa, der Volksheld der Ukraine
Pour plus de détails, voir Fiche technique et Distribution.
Mazeppa, der Volksheld der Ukraine est un long métrage allemand de 1919 réalisé par Martin Berger.

## Synopsis
Le film raconte la vie du héros ukrainien Ivan Mazeppa en mêlant sa chevauchée légendaire et une histoire d'amour dramatique,.

## Distribution
- Werner Krauss: Ivan Mazepa[4],[2]

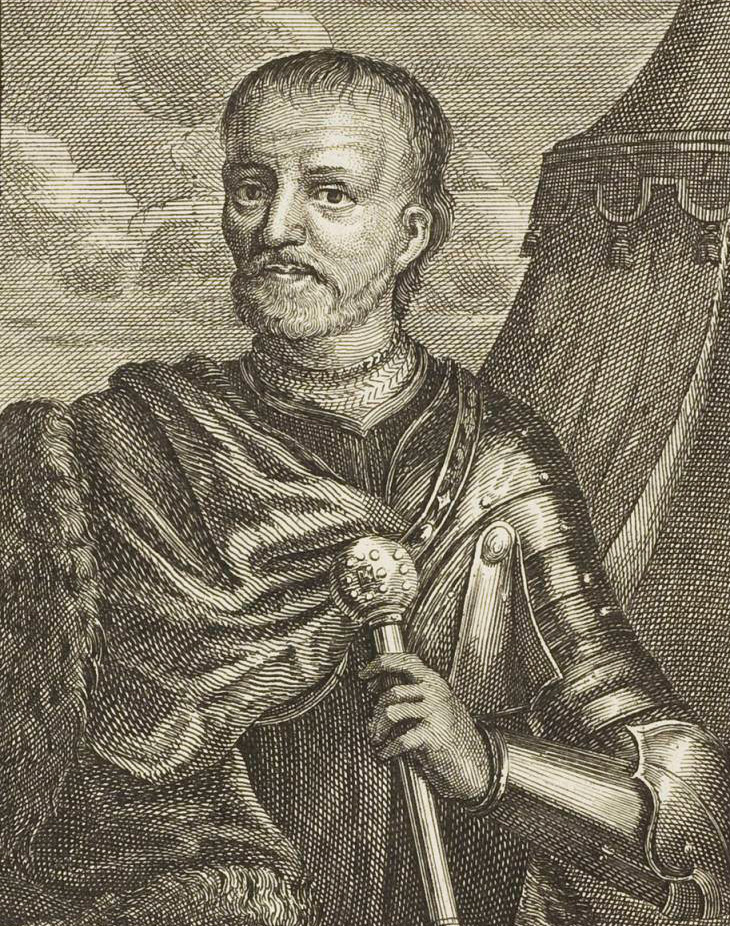
Portrait d'Ivan Mazepa.

- Aenderly Lebius (ou Aenderly Lebous) : le roi Casimir[2]
- Toni Zimmerer : le prince Skrudzinski
- Mi. Samoliows : le comte Czerny
- Eva Speyer : la princesse Bianca[2]
- Lulu Lànyi : la comtesse Czerny
- Otto Mannstaedt : le ministre Krzywalow
- Rudolf Hofbauer : le serviteur Jan
- Max Gülstorff : propriétaire terrien ukrainien[2]
- Alfred Beierle : le capitaine du château Bulock
- Berthold Reissig : le cosaque Iwan
- Frida von Bülow : la sœur de Jan
- Ernst Keppler : le polonais Edelmann

## Contexte de la production
Ce film a été tourné en 1918 et produit par B.Z.-Film (Dr. Linsert) de Berlin et avec Hermann Krichelsdorf à la caméra,,. Sa longueur est de six actes à 2 153 ou 2 070 mètres, ce qui correspond à environ 118 ou 113 minutes. Berger voulait lancer le film à l'international et désirait au départ inclure des acteurs russes et hongrois. Le coût de la production s'est élevé à 200 000 Marks.
Les prises de vue en extérieur ont été tournées à Grünwald. Le tournage de ce film montrant Mazeppa comme héros de l'indépendance de l'ukraine s'est déroulé à l'époque où l'Ukraine était également en lutte pour son indépendance.
Mazeppa, der Volksheld der Ukraine est censuré en octobre 1918. La police de Berlin lui a délivré une interdiction pour les jeunes (no 42512). La censure ultérieure de la Reich Film Censorship du 9 juin 1921 a conduit au même résultat (no 2596).
Du fait de cette censure, la première n'a eu lieu qu'en 1919 à la Marmorhaus Berlin Statt. Il a aussi été diffusé en avril 1919 dans le cinéma Lindenfels de Langens à son ouverture.

## Affiche du film
L'affiche du film montrant l'hetman Mazeppa attaché à son cheval est inspiré du tableau de Vernet.